# Campagne-lès-Wardrecques
Campagne-lès-Wardrecques är en kommun i departementet Pas-de-Calais i regionen Hauts-de-France i norra Frankrike. Kommunen ligger i kantonen Arques som tillhör arrondissementet Saint-Omer. År 2022 hade Campagne-lès-Wardrecques 1 300 invånare.

## Befolkningsutveckling
Antalet invånare i kommunen Campagne-lès-Wardrecques
| Referens: INSEE |